# Alessandro Haber
Pour les articles homonymes, voir Haber.
Alessandro Haber est un acteur italien né le 19 janvier 1947 à Bologne.

## Filmographie partielle
Comme acteur
- 1970 : Le Dernier Guet-apens (Corbari) de Valentino Orsini
- 1971 : La Ligne de feu (L'amante dell'orsa maggiore) de Valentino Orsini
- 1972 : Qui l'a vue mourir ? (Chi l'ha vista morire?) d'Aldo Lado
- 1974 : Brigitte, Laura, Ursula, Monica, Raquel, Litz, Maria, Florinda, Barbara, Claudia e Sofia, le chiamo tutte "anima mia" de Mauro Ivaldi
- 1975 : Quanto è bello lu murire acciso d'Ennio Lorenzini
- 1976 : Virginité (Come una rosa al naso) de Franco Rossi
- 1982 : Mes chers amis 2 (Amici miei atto II) de Mario Monicelli
- 1983 : Flirt de Roberto Russo
- 1986 : Regalo di Natale de Pupi Avati
- 1987 : Da grande de Franco Amurri
- 1988 : Sposi de Pupi Avati, Antonio Avati, Cesare Bastelli, Felice Farina et Luciano Manuzzi
- 1989 : Willy Signori e vengo da lontano de Francesco Nuti
- 1991 : Les Secrets professionnels du docteur Apfelglück d'Alessandro Capone, Stéphane Clavier, Mathias Ledoux, Thierry Lhermitte et Hervé Palud
- 1992 : Une famille formidable (Parenti serpenti) de Mario Monicelli
- 1993 : Per amore, solo per amore de Giovanni Veronesi
- 1994 : La Vera vita di Antonio H. d'Enzo Monteleone
- 1994 : Prestazione straordinaria de Sergio Rubini
- 1995 : I Laureati de Leonardo Pieraccioni
- 1996 : Cervellini fritti impanati de Maurizio Zaccaro
- 1996 : Il ciclone de Leonardo Pieraccioni
- 1997 : Fuochi d'artificio de Leonardo Pieraccioni
- 2002 : Un viaggio chiamato amorede Michele Placido
- 2003 : Scacco pazzo de lui-même
- 2004 : La rivincita di Natale de Pupi Avati
- 2006 : L'Inconnue de Giuseppe Tornatore
- 2006 : Le rose del deserto de Mario Monicelli
- 2018 : Moschettieri del re: La penultima missione de Giovanni Veronesi
- 2019 : Il signor Diavolo de Pupi Avati
- 2024 : Romeo è Giulietta de Giovanni Veronesi